# Парламентские выборы на Украине (2014)
Досрочные парламентские выборы на Украине (2014) — досрочные выборы в Верховную раду Украины, назначенные на 26 октября 2014 года на фоне острейшего политического кризиса, приведшего в феврале 2014 года к отстранению от руководства страной президента Виктора Януковича в обход процедуры импичмента, досрочным президентским выборам и восстановлению действия Конституции 2004 года с парламентско-президентской формой управления. Непосредственным поводом к проведению досрочных выборов стал распад парламентской коалиции, сформировавшейся в конце февраля 2014 года.
В результате выборов в Верховную Раду сформировалась новая коалиция прозападной направленности, контролирующая более половины парламентских мест, что означало утрату донбасскими элитами своей прежней ведущей роли на Украине, впервые с момента провозглашения самостоятельности Украины. Следует учесть, что из всех украинских регионов он более всего пострадал в социально-экономическом отношении в результате вооружённого конфликта на его территории. Во второй половине 2014 года произошёл массовый исход местного населения, в ходе которого свыше миллиона человек добровольно или вынужденно уехали из Донбасса.

## Предыстория
В июне 2014 года новоизбранный президент Украины Пётр Порошенко заявил, что, поддерживая общественные настроения, направленные на полное обновление власти, он намерен объявить досрочные парламентские выборы. Он также заявил, что решения об этом ожидает от самой Верховной рады.
24 июля 2014 года в Верховной раде произошёл распад коалиции депутатских фракций «Европейский выбор» с выходом из неё фракций ВО «Свобода» и партии «УДАР». Это предоставило президенту правовые возможности для проведения досрочных выборов.
24 августа президент заявил о намерении распустить парламент и на следующий день досрочно прекратил полномочия Верховной рады 7 созыва.

## Порядок проведения
Как и предыдущие парламентские выборы 2012 года, выборы 2014 года должны были пройти по смешанной системе: согласно законодательству, 225 депутатов из 450 предстояло избрать по партийным спискам, 225 — по мажоритарным округам.

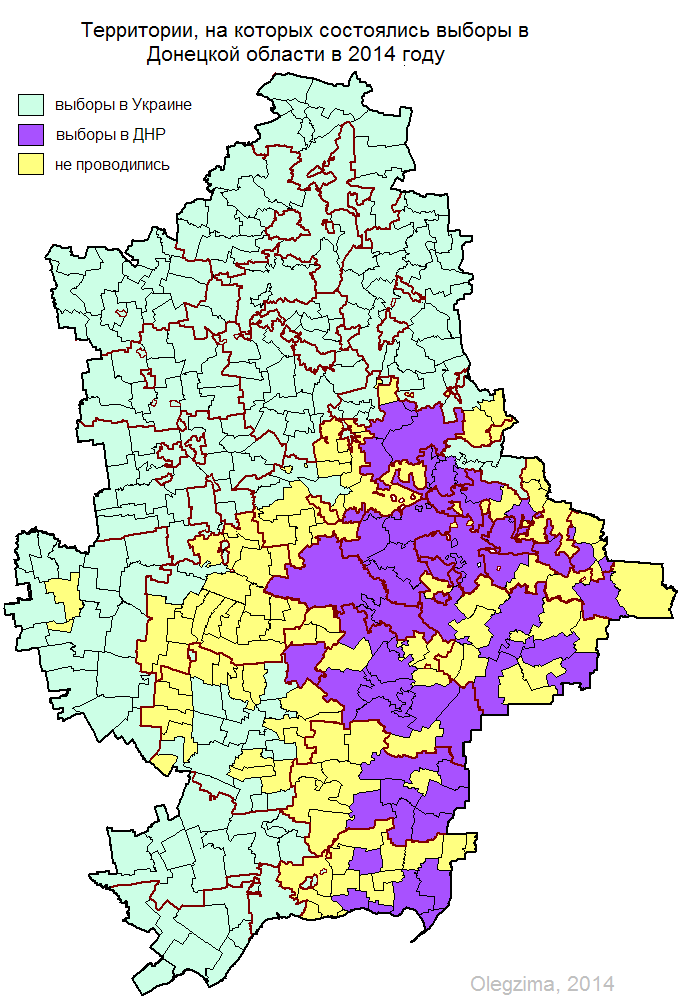
Территории, на которых состоялись парламентские выборы в Донецкой области

Однако в связи с аннексией Крыма и продолжающимся вооружённым конфликтом на востоке Украины, по мажоритарным округам вместо 225 могло быть избрано лишь 198 депутатов. Согласно закону о статусе временно оккупированных территорий, в Автономной республике Крым и Севастополе (где расположены 12 мажоритарных округов: округа № 1-10 в АРК и округа № 224 и 225 в Севастополе), выборы не проводились. Вместе с тем, парламентские выборы не были проведены и в девяти из 21 округа в Донецкой области и в шести из 11 округов Луганской области. Бюллетени для голосования не были переданы в округа № 41, 42, 43, 44 (Донецк), 51 (Горловка), 54 (Шахтёрск), 55 и 56 (Макеевка), 61 (Старобешево) на территории Донецкой области, а также в округа № 104, 105 (Луганск), 108 (Красный Луч), 109 (Краснодон), 110 (Алчевск), 111 (Свердловск) на территории Луганской области. Однако во всех округах на Донбассе были зарегистрированы кандидаты.
31 июля было принято решение о сокращении срока проведения избирательной кампании с 60 до 45 дней.
26 сентября была завершена регистрация народных депутатов, всего в выборах собирались принять участие 29 политических партий.
2 октября глава МВД Украины Арсен Аваков сообщил, что в обеспечении охраны правопорядка при проведении выборов будут задействованы добровольческие батальоны МВД. 17 октября на совместном совещании представителей Генеральной прокуратуры, Службы безопасности Украины и МВД было объявлено о создании в МВД штаба по обеспечению порядка во время выборов и недопущению случаев подкупа избирателей и попыток манипуляций избирательной документацией.
13 октября на «Первом национальном» телеканале начались дебаты между партиями, от участия в которых отказалась Коммунистическая партия Украины. Всего вышло 7 выпусков, в каждом из которых состоялись дискуссии между четырьмя политическими партиями.
В ходе выборов были проведены три экзит-полла:
1. Национальный, организованный фондом «Демократические инициативы им. И. Кучерива», Киевским международным институтом социологии (КМИС) и Украинским центром экономических и политических исследований им. А. Разумкова.
2. Международный, организованный правительством Канады, социологической группой «Рейтинг», компанией по исследованию общественного мнения «Baltic Surveys»/ The Gallup Organization, за поддержке Международного Республиканского Института (The International Republican Institute — IRI).
3. Опрос «Украина. Парламентские выборы-2014», который провели Центр «Социальный мониторинг» и Украинский институт социальных исследований им. А. Яременко по заказу телеканала «Интер».

В украинской общественной организации «Опора» отмечали, что 70 % нарушений во время кампании было зарегистрировано на одномандатных округах.
Из более 600 заявлений о нарушениях законов во время избирательной кампании судебными приговорами закончились менее 10.
Выборы не проводились на оккупированной территории Украины.

## Участники
26 сентября ЦИК определил очерёдность политических партий в избирательном бюллетене для голосования в общенациональном многомандатном избирательном округе. В список вошли 29 партий, которые были представлены в следующем порядке:
| №  | Партия                                                           | К-во кандидатов |
| -- | ---------------------------------------------------------------- | --------------- |
| 1  | Радикальная партия Олега Ляшко                                   | 219             |
| 2  | Солидарность женщин Украины                                      | 61              |
| 3  | Интернет-партия Украины                                          | 17              |
| 4  | Оппозиционный блок                                               | 194             |
| 5  | Народный фронт                                                   | 221             |
| 6  | 5.10                                                             | 173             |
| 7  | Заступ                                                           | 183             |
| 8  | Возрождение                                                      | 89              |
| 9  | Новая политика                                                   | 36              |
| 10 | Единая Украина                                                   | 27              |
| 11 | Сила Людей                                                       | 37              |
| 12 | Всеукраинское объединение «Свобода»                              | 206             |
| 13 | Национальная Демократическая партия Украины                      | 14              |
| 14 | Коммунистическая партия Украины                                  | 205             |
| 15 | Объединение «Самопомощь»                                         | 60              |
| 16 | Всеукраинское политическое объединение «Украина — единая страна» | 92              |
| 17 | Правый сектор                                                    | 31              |
| 18 | Украина будущего                                                 | 51              |
| 19 | Либеральная партия Украины                                       | 82              |
| 20 | Партия зелёных Украины                                           | 52              |
| 21 | Зелёная планета                                                  | 98              |
| 22 | Блок Петра Порошенко                                             | 193             |
| 23 | Сила и Честь                                                     | 72              |
| 24 | Конгресс украинских националистов                                | 4               |
| 25 | Сильная Украина                                                  | 201             |
| 26 | Батькивщина                                                      | 213             |
| 27 | Гражданская позиция (Анатолия Гриценко)                          | 146             |
| 28 | Блок левых сил Украины                                           | 109             |
| 29 | Гражданский рух Украины                                          | 34              |

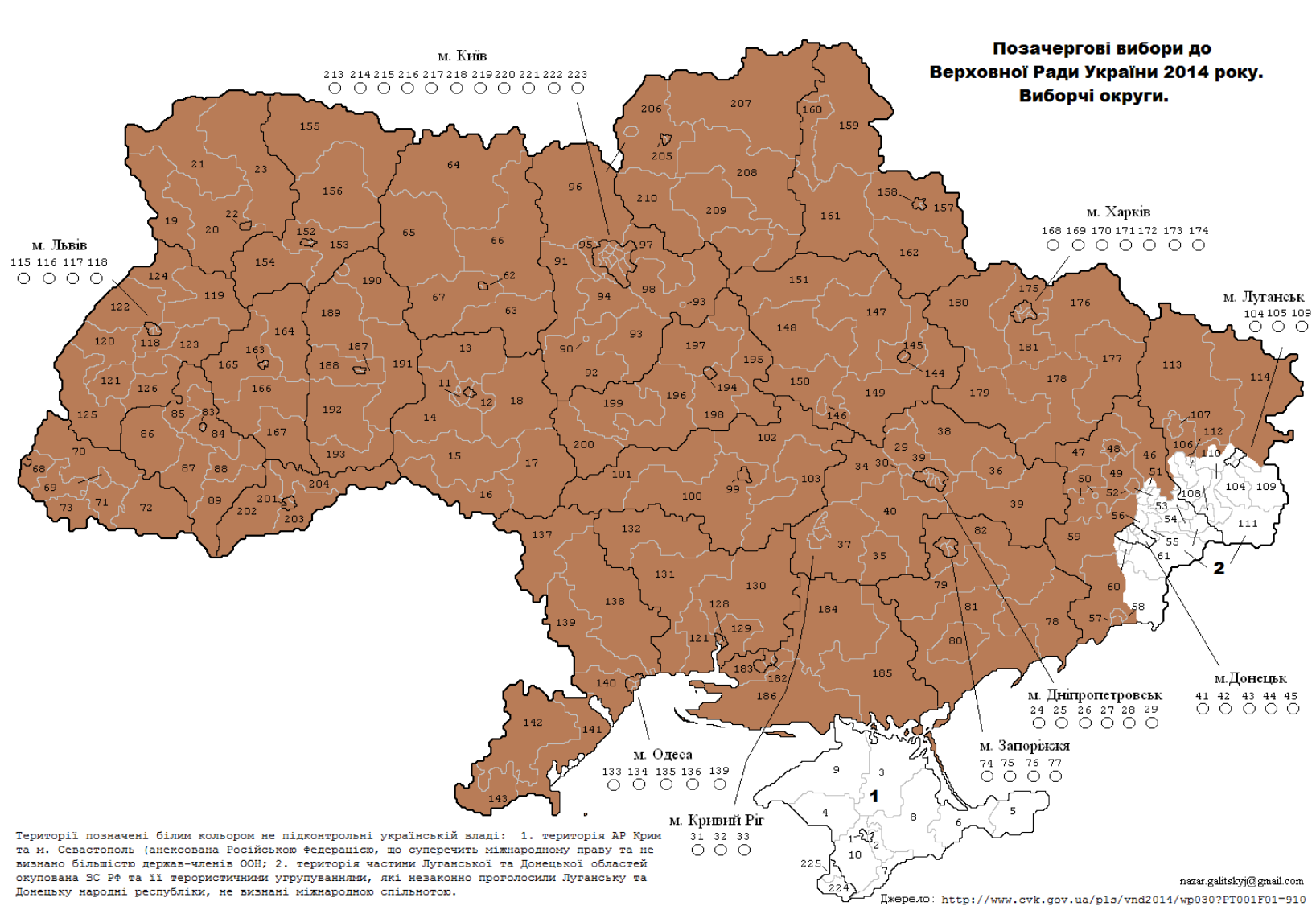
Карта избирательных округов

В августе 2014 года в ВО «Батькивщина» оформился раскол: сообщалось, что обновлённую партию поведёт на выборы Юлия Тимошенко, а ряд лиц из «старой команды» — Александр Турчинов, Арсений Яценюк, Сергей Пашинский, Арсен Аваков — пойдут на выборы отдельно от партии; также сообщалось, что они вели переговоры об объединении усилий с днепропетровским губернатором Игорем Коломойским. 14 сентября 2014 года съезд партии «Батькивщина» единогласно принял в ряды партии Надежду Савченко и выдвинул её в депутаты под первым номером в предвыборном списке.
14 сентября 2014 года секретарь президиума Партии регионов Борис Колесников заявил, что эта партия не намерена принимать участие во внеочередных парламентских выборах и местных выборах на подконтрольных ДНР и ЛНР территориях на востоке страны, так как «ПР не имеет морального права участвовать в выборах, когда почти 7 млн избирателей (на Юго-Востоке) не могут проголосовать». Позже стало известно, что «регионалы» примут участие в выборах как беспартийные и в списках других партий.
Отмечалось, что это будут первые в истории современной Украины парламентские выборы, в которых будут участвовать сразу две партии власти — «Народный фронт» и Блок Петра Порошенко.
В рамках избирательной кампании ряд баллотировавшихся в Верховную Раду активистов и журналистов от партий «Демократический альянс», «БПП», «Батькивщина» и «Народный фронт», среди которых были журналисты Мустафа Найем и Сергей Лещенко, призвали свои штабы объединиться против «одиозных кандидатов, запятнанных коррупцией, сепаратизмом и ущемлением прав человека», поддержав единого кандидата на соответствующих округах. «Народный фронт» указал 11 округов, где он и Блок Петра Порошенко с «Батькивщиной» должны определиться с едиными кандидатами. «Батькивщина» на заседании второго этапа XIII своего съезда после предварительных консультаций с другими демократическими политическими силами сняла своих выдвиженцев по 6 избирательным округам. 13 октября кандидат в депутаты от БПП Николай Томенко сообщил о согласовании кандидатов в депутаты Верховной Рады на 20 одномандатных избирательных округах между его партией и Народным фронтом, также Радикальная партия решила снять 6 кандидатов в депутаты.

## Списки партий
| «Народный фронт» | «Народный фронт» |
| ---------------- | --- |
| Арсений Яценюк   | 1. Арсений Яценюк 2. Татьяна Черновол 3. Александр Турчинов 4. Андрей Парубий 5. Андрей Тетерук 6. Арсен Аваков 7. Виктория Сюмар 8. Вячеслав Кириленко 9. Лилия Гриневич 10. Юрий Береза |

| «Блок Петра Порошенко» | «Блок Петра Порошенко» |
| ---------------------- | --- |
| Виталий Кличко         | 1. Виталий Кличко 2. Юрий Луценко 3. Ольга Богомолец 4. Владимир Гройсман 5. Мустафа Джемилев 6. Юлий Мамчур 7. Мария Матиос 8. Николай Томенко 9. Ирина Геращенко 10. Виталий Ковальчук |

| «Самопомощь» | «Самопомощь» |
| ------------ | --- |
| Анна Гопко   | 1. Анна Гопко 2. Семён Семенченко 3. Алексей Скрипник 4. Оксана Сыроед 5. Виктор Кривенко 6. Ирина Суслова 7. Павел Кишкар 8. Алёна Бабак 9. Наталья Веселова 10. Александр Данченко |

| «Оппозиционный блок» | «Оппозиционный блок» |
| -------------------- | --- |
| Юрий Бойко           | 1. Юрий Бойко 2. Александр Вилкул 3. Михаил Добкин 4. Вадим Рабинович 5. Алексей Белый 6. Сергей Ларин 7. Нестор Шуфрич 8. Наталья Королевская 9. Татьяна Бахтеева 10. Николай Скорик |

| «Радикальная партия» | «Радикальная партия» |
| -------------------- | --- |
| Олег Ляшко           | 1. Олег Ляшко 2. Андрей Лозовой 3. Сергей Мельничук 4. Инна Бордюг 5. Юрий-Богдан Шухевич 6. Игорь Попов 7. Артём Витко 8. Валерий Вощевский 9. Игорь Мосийчук 10. Виктор Галасюк |

| «Батькивщина»    | «Батькивщина» |
| ---------------- | --- |
| Надежда Савченко | 1. Надежда Савченко 2. Юлия Тимошенко 3. Игорь Луценко 4. Сергей Соболев 5. Алёна Шкрум 6. Вадим Ивченко 7. Григорий Немыря 8. Иван Крулько 9. Алексей Рябчин 10. Игорь Жданов |

«Правый сектор»
В конце июля 2014 года о своём неучастии в предстоящих выборах объявила партия «Правый сектор», однако в сентябре было заявлено, что партия примет участие в выборах. При этом было отмечено, что «Правый сектор» не собирается объединяться с ВО «Свобода».
14 сентября стало известно, что список «Правого сектора» возглавит заместитель председателя партии по политическим вопросам Андрей Тарасенко, проходящий лечение после тяжёлого ранения. Лидер партии Дмитрий Ярош баллотируется в мажоритарном округе в Васильковке. Подобное решение объясняется тем, что Дмитрий Ярош воюет и не может ездить по стране с агитацией.

### Блоки
«Блок Петра Порошенко»
Партии, вошедшие в состав:
- «УДАР Виталия Кличко»[29]

Главы общественных организаций, вошедшие в блок:
- Рефат Чубаров — председатель Меджлиса крымскотатарского народа[39]
- Светлана Залищук — лидер движения «Честно», исполнительный директор «Центр UA» и координатор компании «Новый гражданин»[39]

«Гражданская позиция»
Партии, вошедшие в состав:
- «Демократический альянс» (за исключением мажоритарных округов)[40][41]

«Народный фронт»
Партии, вошедшие в состав:
- «За Украину!»[42]

«Самопомощь»
Партии вошедшие в состав:
- «Воля»[43]

Организации, поддержавшие партию и делегировавшие в неё своих представителей:
- Батальон «Донбасс»[43]

Оппозиционный блок
Партии, вошедшие в состав:
- Партия развития Украины[44]
- «Центр»[44]
- «Новая политика»[44]
- «Государственный нейтралитет»[44]
- «Украина — Вперёд!»[44]
- «Трудовая Украина»[44]

## Данные опросов
| Кандидат                              | % голосов              | % голосов             | % голосов                       | % голосов                          | % голосов                         | % голосов                                           | % голосов                  | % голосов                                         | % голосов                | % голосов                                   |
| Кандидат                              | Выборы 28 октября 2012 | КМИС, 16—23 июля 2014 | GfK Ukraine, 14—25 августа 2014 | КМИС, 23 августа — 2 сентября 2014 | Актив-групп 19 — 22 сентября 2014 | Соціальний моніторинг, 30 сентября — 9 октября 2014 | Рейтинг 1 — 8 октября 2014 | Социологическая группа «Фама» 1 — 12 октября 2014 | КМИС 9 — 18 октября 2014 | Соціальний моніторинг, 17 — 22 октября 2014 |
| ------------------------------------- | ---------------------- | --------------------- | ------------------------------- | ---------------------------------- | --------------------------------- | --------------------------------------------------- | -------------------------- | ------------------------------------------------- | ------------------------ | ------------------------------------------- |
| «Блок Петра Порошенко»/«Солидарность» | —                      | 31,4                  | 16                              | 21,5                               | 40,8                              | 39,8                                                | 33,5                       | 33,4                                              | 30,4                     | 27,2                                        |
| ВО «Батьквищина»                      | 25,54 %                | 14,9                  | 13                              | 3,5                                | 6,3                               | 5,9                                                 | 6,9                        | 9,3                                               | 7,5                      | 8,2                                         |
| ВО «Свобода»                          | 10,44                  | 5,8                   | 4                               | 2,5                                | 4                                 | 5,2                                                 | —                          | 4,5                                               | 3,1                      | 4,9                                         |
| «Гражданская позиция»                 | —                      | 10,9                  | 7                               | 5,6                                | 8,2                               | 5,2                                                 | —                          | 9,9                                               | 4,8                      | 3,6                                         |
| «Радикальная партия»                  | —                      | 20,9                  | 14                              | 7,6                                | 11,7                              | 11,2                                                | 12,8                       | 8,4                                               | 12,9                     | 12,5                                        |
| «КПУ»                                 | —                      | 3,4                   | 3                               | 2,7                                | 2,9                               | 3,7                                                 | —                          | 2,7                                               | 4,1                      | 3,2                                         |
| «Сильная Украина»                     | —                      | 5,1                   | 6                               | 4,5                                | 4,7                               | 5,1                                                 | 7,8                        | 4,5                                               | 5,6                      | 4,2                                         |
| «Партия Регионов»                     | —                      | 2,4                   | 2                               | 2,2                                | —                                 | —                                                   | —                          | —                                                 | —                        | —                                           |
| «Оппозиционный блок»                  | —                      | —                     | —                               | —                                  | 3,2                               | 4,9                                                 | 5,1                        | 3,7                                               | 5,9                      | 8,2                                         |
| «Самопомощь»                          | —                      | 2,7                   | 1                               | 1,7                                | 4,3                               | 4,4                                                 | 5,4                        | 8,1                                               | 8,5                      | 7,2                                         |
| «Партия Развития Украины»             | —                      | —                     | 1                               | —                                  | —                                 | —                                                   | —                          | —                                                 | —                        | —                                           |
| «Удар»                                | —                      | —                     | 6                               | —                                  | —                                 | —                                                   | —                          | —                                                 | —                        | —                                           |
| «Правый сектор»                       | —                      | —                     | 3                               | 1                                  | —                                 | —                                                   | —                          | —                                                 | —                        | —                                           |
| «Народный фронт»                      | —                      | —                     | —                               | 3,7                                | 6,6                               | 10,4                                                | 8,9                        | 12,2                                              | 10,8                     | 13,9                                        |
| «Заступ»                              | —                      | —                     | —                               | —                                  | 2,2                               | —                                                   | —                          | —                                                 | —                        | —                                           |

## Наблюдатели
17 сентября ЦИК зарегистрировал 57 официальных наблюдателей от Европейской сети организаций по наблюдению за выборами (ENEMO). Также была зарегистрирована наблюдательная миссия ОБСЕ.
Российский ЦИК заявил, что не будет отправлять наблюдателей на досрочные выборы в Верховную раду Украины, а проведёт мониторинг дистанционно.
ОБСЕ опубликовала предварительный отчёт о прошедших на Украине парламентских выборах, которые продемонстрировали стремление к демократичным выборам, проведённым в соответствии с международными стандартами, и характеризовались множеством положительных аспектов в том числе беспристрастной и эффективной работой ЦИК, конкурентной борьбой, которая дала избирателям реальный выбор, и в целом уважением основных свобод. В отчёте отмечалось, что в большинстве районов выборы прошли спокойно, с небольшими нарушениями, а кандидаты в основном могли свободно агитировать, что «является признаком конкурентности и прозрачности». Вместе с тем был отмечен и ряд нарушений: телеобращения президента и премьера в день тишины с призывами выбрать «прореформенный» парламент, случаи подкупов избирателей, проведение закрытых встреч до публичных заявлений ЦИК и одностороннее принятие им решений, которые подорвали прозрачность процесса.
Глава миссии Европейской сети организаций по наблюдению за выборами (ENEMO) Срджан Павличич сообщил, что, по предварительной оценке, голосование происходило прозрачно и эффективно, в целом в соответствии с международными стандартами. Имевшиеся нарушения, замеченные преимущественно во время предвыборной кампании, не оказали значительного влияния на результаты.
В наблюдении за выборами участвовала международная миссия наблюдателей от Всемирного конгресса украинцев

## Явка
| Область                   | на 12:00 | на 16:00 | на 20:00 |
| ------------------------- | -------- | -------- | -------- |
| Винницкая область         | 20,78    | 44,28    | 58.08    |
| Волынская область         | 23,16    | 47,47    | 64.85    |
| Днепропетровская область  | 19,98    | 37,70    | 47.86    |
| Донецкая область          | 14,28    | 25,96    | 32.40    |
| Житомирская область       | 22,80    | 44,57    | 56.67    |
| Закарпатская область      | 12,94    | 33,67    | 44.68    |
| Запорожская область       | 21,50    | 38,29    | 47.19    |
| Ивано-Франковская область | 19,40    | 48,12    | 63.73    |
| Киевская область          | 24,01    | 45,21    | 57.24    |
| Кировоградская область    | 26,25    | 44,51    | 53.72    |
| Луганская область         | 15,79    | 24,27    | 32.87    |
| Львовская область         | 19,65    | 49,93    | 70.00    |
| Николаевская область      | 20,22    | 35,72    | 42.80    |
| Одесская область          | 14,56    | 29,67    | 39.52    |
| Полтавская область        | 22,71    | 43,09    | 54.53    |
| Ровненская область        | 21,17    | 46,62    | 59.59    |
| Сумская область           | 23,68    | 44,34    | 54.64    |
| Тернопольская область     | 19,77    | 47,78    | 68.28    |
| Харьковская область       | 18,56    | 35,49    | 45.32    |
| Херсонская область        | 19,58    | 34,23    | 41.36    |
| Хмельницкая область       | 23,98    | 47,89    | 60.21    |
| Черкасская область        | 25,84    | 45,46    | 56.05    |
| Черновицкая область       | 16,70    | 36,91    | 48.49    |
| Черниговская область      | 22,68    | 44,84    | 56.95    |
| Киев                      | 21,33    | 42,26    | 55.86    |
| В целом                   | 20,33    | 40,69    | 52.42    |

Явка на выборах в 12:00

Явка на выборах в 16:00

Явка на выборах в 20:00

Военнослужащие Украины, находившиеся в Донецкой и Луганской областях, голосовали на местных участках, как временно перемещённые лица. Механизмы уточнения избирательных списков ЦИК не обнародовал.

## Данные экзит-поллов
| Экзит-полл                                      | Блок Петра Порошенко | Народный фронт | Самопомощь | Оппозиционный блок | Радикальная партия | ВО «Свобода» | ВО «Батькивщина» | Гражданская позиция |
| ----------------------------------------------- | -------------------- | -------------- | ---------- | ------------------ | ------------------ | ------------ | ---------------- | ------------------- |
| Национальный экзит-полл — Центр Разумкова, КМИС | 23,0 %               | 21,3 %         | 13,2 %     | 7,6 %              | 6,4 %              | 6,3 %        | 5,6 %            | 3,5 %               |
| Украина. Парламентские выборы-2014 (Интер)      | 23,1 %               | 19,7 %         | 11 %       | 9,9 %              | 6,6 %              | 5,8 %        | 5,7 %            |                     |
| Международный экзит-полл (Группа Рейтинг)       | 22,2 %               | 21,8 %         | 14,2 %     | 7,8 %              | 6,4 %              | 5,8 %        | 5,6 %            | 3,2 %               |

## Результаты

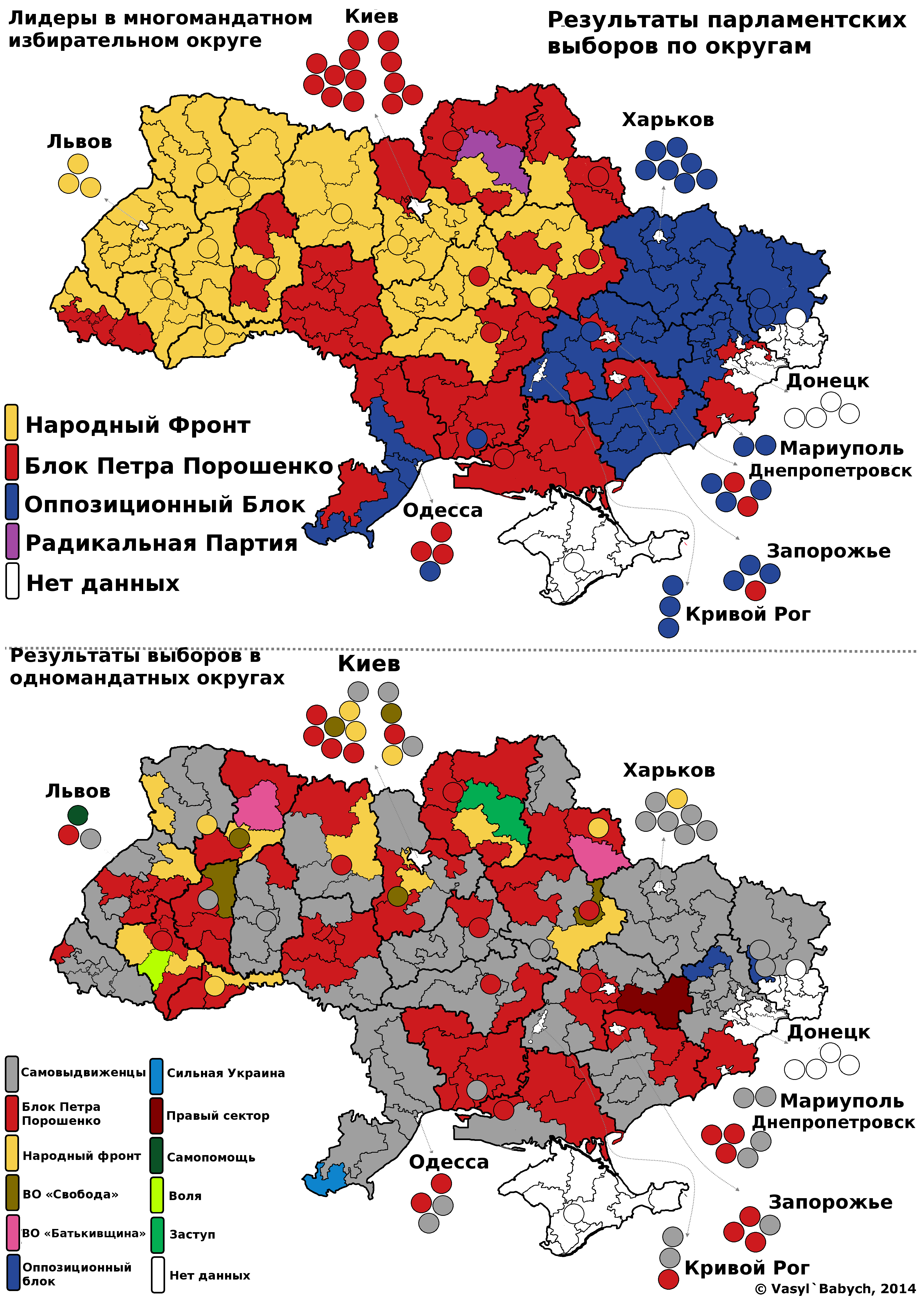
Победители по избирательным округам

|                                   |                                            |                      |                      |                      |                          |                          |                          |            |              |  |  |  |  |  |
| Партия                            | Партия                                     | По партийным спискам | По партийным спискам | По партийным спискам | По одномандатным округам | По одномандатным округам | По одномандатным округам | Всего мест | +/–          |  |  |  |  |  |
| Партия                            | Партия                                     | Голосов              | %                    | Мест                 | Голосов                  | %                        | Мест                     | Всего мест | +/–          |  |  |  |  |  |
|                                   | Народный фронт                             | 3 488 114            | 22,14                | 64                   | 1 461 870                | 9,64                     | 18                       | 82         | новая партия |  |  |  |  |  |
|                                   | Блок Петра Порошенко                       | 3 437 521            | 21,82                | 63                   | 2 896 640                | 19,11                    | 68                       | 131        | новая партия |  |  |  |  |  |
|                                   | Самопомощь                                 | 1 729 271            | 10,98                | 32                   | 161 175                  | 1,06                     | 1                        | 33         | новая партия |  |  |  |  |  |
|                                   | Оппозиционный блок                         | 1 486 203            | 9,43                 | 27                   | 223 649                  | 1,48                     | 2                        | 29         | новая партия |  |  |  |  |  |
|                                   | Радикальная партия Олега Ляшко             | 1 173 131            | 7,45                 | 22                   | 601 022                  | 3,96                     | 0                        | 22         | ▲ 21         |  |  |  |  |  |
|                                   | Всеукраинское объединение «Батькивщина»    | 894 837              | 5,68                 | 17                   | 960 285                  | 6,33                     | 3                        | 20         | ▼ 81         |  |  |  |  |  |
|                                   | Всеукраинское объединение «Свобода»        | 742 022              | 4,71                 | 0                    | 358 061                  | 2,36                     | 6                        | 6          | ▼ 31         |  |  |  |  |  |
|                                   | Коммунистическая партия Украины            | 611 923              | 3,88                 | 0                    | 226 176                  | 1,49                     | 0                        | 0          | ▼ 32         |  |  |  |  |  |
|                                   | Сильная Украина                            | 491 471              | 3,12                 | 0                    | 259 676                  | 1,71                     | 1                        | 1          | новая партия |  |  |  |  |  |
|                                   | Гражданская позиция                        | 489 523              | 3,11                 | 0                    | 51 731                   | 0,34                     | 0                        | 0          | ▬            |  |  |  |  |  |
|                                   | Заступ                                     | 418 301              | 2,66                 | 0                    | 134 418                  | 0,89                     | 1                        | 1          | новая партия |  |  |  |  |  |
|                                   | Правый сектор                              | 284 943              | 1,81                 | 0                    | 156 763                  | 1,03                     | 1                        | 1          | ▲ 1          |  |  |  |  |  |
|                                   | Солидарность женщин Украины                | 105 094              | 0,67                 | 0                    | 8649                     | 0,06                     | 0                        | 0          | ▬            |  |  |  |  |  |
|                                   | Либератарианская партия «5.10.»            | 67 124               | 0,43                 | 0                    | 4324                     | 0,03                     | 0                        | 0          | новая партия |  |  |  |  |  |
|                                   | Интернет-партия Украины                    | 58 197               | 0,37                 | 0                    | 8709                     | 0,06                     | 0                        | 0          | ▬            |  |  |  |  |  |
|                                   | Партия зелёных Украины                     | 39 636               | 0,25                 | 0                    | 4612                     | 0,03                     | 0                        | 0          | ▬            |  |  |  |  |  |
|                                   | Украинская партия «Зелёная планета»        | 37 726               | 0,24                 | 0                    | 19 238                   | 0,13                     | 0                        | 0          | ▬            |  |  |  |  |  |
|                                   | Возрождение                                | 31 201               | 0,20                 | 0                    |                          |                          |                          | 0          | ▬            |  |  |  |  |  |
|                                   | Единая Украина                             | 28 145               | 0,18                 | 0                    |                          |                          |                          | 0          | новая партия |  |  |  |  |  |
|                                   | Украина — единая страна                    | 19 838               | 0,13                 | 0                    |                          |                          |                          | 0          | новая партия |  |  |  |  |  |
|                                   | Новая политика                             | 19 222               | 0,12                 | 0                    | 7481                     | 0,05                     | 0                        | 0          | ▬            |  |  |  |  |  |
|                                   | Сила людей                                 | 17 817               | 0,11                 | 0                    | 44 161                   | 0,29                     | 0                        | 0          | новая партия |  |  |  |  |  |
|                                   | Украина будущего                           | 14 168               | 0,09                 | 0                    |                          |                          |                          | 0          | ▬            |  |  |  |  |  |
|                                   | Сила и честь                               | 13 549               | 0,09                 | 0                    |                          |                          |                          | 0          | новая партия |  |  |  |  |  |
|                                   | Гражданский рух Украины                    | 13 000               | 0,08                 | 0                    |                          |                          |                          | 0          | новая партия |  |  |  |  |  |
|                                   | Блок левых сил                             | 12 499               | 0,08                 | 0                    | 37 800                   | 0,25                     | 0                        | 0          | новая партия |  |  |  |  |  |
|                                   | Национально-демократическая партия Украины | 11 826               | 0,08                 | 0                    | 7243                     | 0,05                     | 0                        | 0          | новая партия |  |  |  |  |  |
|                                   | Конгресс украинских националистов          | 8976                 | 0,06                 | 0                    | 31 889                   | 0,21                     | 0                        | 0          | ▬            |  |  |  |  |  |
|                                   | Либеральная партия Украины                 | 8523                 | 0,05                 | 0                    | 36 421                   | 0,24                     | 0                        | 0          | ▬            |  |  |  |  |  |
|                                   | Прочие партии                              |                      |                      |                      | 176 683                  | 1,15                     | 0                        | 0          |              |  |  |  |  |  |
|                                   | Независимые кандидаты                      |                      |                      |                      | 7 282 814                | 48,03                    | 97                       | 97         | ▲ 54         |  |  |  |  |  |
| Вакантные места                   | Вакантные места                            |                      |                      |                      |                          |                          | 27                       | 27         | ▲ 22         |  |  |  |  |  |
|                                   |                                            |                      |                      |                      |                          |                          |                          |            |              |  |  |  |  |  |
| Действительные голоса             | Действительные голоса                      | 15 753 801           | 98,14                |                      |                          |                          |                          |            |              |  |  |  |  |  |
| Недействительные голоса           | Недействительные голоса                    | 298 402              | 1,86                 |                      |                          |                          |                          |            |              |  |  |  |  |  |
| Всего голосов                     | Всего голосов                              | 16 052 203           | 100,00               | 225                  | 15 161 490               | 100,00                   | 225                      | 450        | ▬            |  |  |  |  |  |
| Зарегистрировано избирателей/явка | Зарегистрировано избирателей/явка          | 30 921 218           | 51,91                |                      |                          |                          |                          |            |              |  |  |  |  |  |
| Источник:CLEA                     |                                            |                      |                      |                      |                          |                          |                          |            |              |  |  |  |  |  |

### Одномандатные округа
Всего 198 мандатов. По состоянию на 00:28 11 ноября 2014 года было обработано 100 % операционных протоколов.
- Блок Петра Порошенко — 70
- Народный фронт — 18
- «Свобода» — 6
- Оппозиционный блок — 2
- Батькивщина — 2
- «Самопомощь» — 1
- Сильная Украина — 1
- «ЗАСТУП» — 1
- Правый сектор — 1
- Воля — 1
- самовыдвиженцы — 96

| область           | № округа | центр округа                             | ФИО                       | партия                                                            | % за  | людей за |
| ----------------- | -------- | ---------------------------------------- | ------------------------- | ----------------------------------------------------------------- | ----- | -------- |
| Винницкая         | 11       | Винница (просп. Космонавтов)             | Александр Домбровский     | партия «Блок Петра Порошенко»                                     | 51,37 | 51 043   |
| Винницкая         | 12       | Винница (ул. 50-летия Победы)            | Алексей Порошенко         | партия «Блок Петра Порошенко»                                     | 64,04 | 62 359   |
| Винницкая         | 13       | Калиновка                                | Пётр Юрчишин              | самовыдвижение                                                    | 44,79 | 42 025   |
| Винницкая         | 14       | Жмеринка                                 | Иван Мельничук            | партия «Блок Петра Порошенко»                                     | 42,57 | 39 564   |
| Винницкая         | 15       | Шаргород                                 | Иван Спорыш               | партия «Блок Петра Порошенко»                                     | 34,04 | 27 629   |
| Винницкая         | 16       | Ямполь                                   | Юрий Македон              | Блок Петра Порошенко «Европейская солидарность»                   | 21,61 | 15 352   |
| Винницкая         | 17       | Ладыжин                                  | Николай Кучер             | самовыдвижение                                                    | 47,63 | 43 203   |
| Винницкая         | 18       | Ильинцы                                  | Руслан Демчак             | партия «Блок Петра Порошенко»                                     | 51,68 | 43 955   |
| Волынская         | 19       | Владимир-Волынский                       | Игорь Гузь                | политическая партия «Народный фронт»                              | 30,69 | 27 243   |
| Волынская         | 20       | Горохов                                  | Сергей Мартыняк           | самовыдвижение                                                    | 35,24 | 36 648   |
| Волынская         | 21       | Ковель                                   | Степан Ивахив             | самовыдвижение                                                    | 63,49 | 59 706   |
| Волынская         | 22       | Луцк                                     | Игорь Лапин               | политическая партия «Народный фронт»                              | 24,24 | 24 245   |
| Волынская         | 23       | Маневичи                                 | Игорь Еремеев             | самовыдвижение                                                    | 40,90 | 41 988   |
| Днепропетровская  | 24       | Днепропетровск (Самарский район)         | Яков Безбах               | самовыдвижение                                                    | 30,90 | 20 399   |
| Днепропетровская  | 25       | Днепропетровск (Красногвардейский район) | Максим Курячий            | партия «Блок Петра Порошенко»                                     | 27,90 | 17 887   |
| Днепропетровская  | 26       | Днепропетровск (Бабушкинский район)      | Андрей Денисенко          | партия «Блок Петра Порошенко»                                     | 36,18 | 22 798   |
| Днепропетровская  | 27       | Днепропетровск (Жовтневый район)         | Борис Филатов             | самовыдвижение                                                    | 56,66 | 36 166   |
| Днепропетровская  | 28       | Днепропетровск (Ленинский район)         | Иван Куличенко            | партия «Блок Петра Порошенко»                                     | 33,50 | 18 864   |
| Днепропетровская  | 29       | Юбилейное                                | Виталий Куприй            | партия «Блок Петра Порошенко»                                     | 29,71 | 16 688   |
| Днепропетровская  | 30       | Днепродзержинск                          | Александр Дубинин         | партия «Блок Петра Порошенко»                                     | 26,08 | 17 887   |
| Днепропетровская  | 31       | Кривой Рог (Жовтневый район)             | Константин Павлов         | самовыдвижение                                                    | 33,36 | 28 469   |
| Днепропетровская  | 32       | Кривой Рог (Долгинцевский район)         | Андрей Гальченко          | самовыдвижение                                                    | 24,75 | 19 936   |
| Днепропетровская  | 33       | Кривой Рог (Центральногородской район)   | Константин Усов           | партия «Блок Петра Порошенко»                                     | 28,43 | 19 649   |
| Днепропетровская  | 34       | Царичанка                                | Олег Крышин               | самовыдвижение                                                    | 24,29 | 17 296   |
| Днепропетровская  | 35       | Никополь                                 | Андрей Шипко              | самовыдвижение                                                    | 33,00 | 25 981   |
| Днепропетровская  | 36       | Павлоград                                | Артур Мартовицкий         | самовыдвижение                                                    | 50,40 | 40 264   |
| Днепропетровская  | 37       | Кривой Рог (Ингулецкий район)            | Дмитрий Шпенов            | самовыдвижение                                                    | 39,02 | 26 102   |
| Днепропетровская  | 38       | Новомосковск                             | Вадим Нестеренко          | самовыдвижение                                                    | 31,25 | 20 962   |
| Днепропетровская  | 39       | Васильковка                              | Дмитрий Ярош              | политическая партия «Правый Сектор»                               | 30,27 | 21 074   |
| Днепропетровский  | 40       | Кринички                                 | Валентин Дидыч            | партия «Блок Петра Порошенко»                                     | 27,55 | 16 837   |
| Донецкая          | 45       | Желанное                                 | Ефим Звягильский          | самовыдвижение                                                    | 72,73 | 1 454    |
| Донецкая          | 46       | Артёмовск                                | Сергей Клюев              | самовыдвижение                                                    | 47,47 | 22 669   |
| Донецкая          | 47       | Славянск                                 | Юрий Солод                | политическая партия «Оппозиционный блок»                          | 34,17 | 14 014   |
| Донецкая          | 48       | Краматорск                               | Ефимов                    | самовыдвижение                                                    | 34,12 | 17 003   |
| Донецкая          | 49       | Константиновка                           | Денис Омельянович         | самовыдвижение                                                    | 27,35 | 10 376   |
| Донецкая          | 50       | Красноармейск                            | Евгений Геллер            | самовыдвижение                                                    | 39,54 | 27 672   |
| Донецкая          | 52       | Дзержинск                                | Игорь Шкиря               | самовыдвижение                                                    | 41,71 | 4 778    |
| Донецкая          | 53       | Булавинское                              | Олег Недава               | самовыдвижение                                                    | 63,63 | 2 275    |
| Донецкая          | 57       | Мариуполь (Ильичёвский район)            | Сергей Матвиенков         | самовыдвижение                                                    | 64,16 | 30 474   |
| Донецкая          | 58       | Мариуполь (Жовтневый район)              | Сергей Тарута             | самовыдвижение                                                    | 60,00 | 29 747   |
| Донецкая          | 59       | Великая Новосёлка                        | Сергей Сажко              | самовыдвижение                                                    | 30,49 | 9 235    |
| Донецкая          | 60       | Волноваха                                | Дмитрий Лубинец           | партия «Блок Петра Порошенко»                                     | 43,58 | 14 400   |
| Житомирская       | 62       | Житомир                                  | Борислав Розенблат        | партия «Блок Петра Порошенко»                                     | 20,81 | 19 349   |
| Житомирская       | 63       | Бердичев                                 | Александр Ревега          | самовыдвижение                                                    | 29,44 | 26 678   |
| Житомирская       | 64       | Коростень                                | Владимир Арешонков        | партия «Блок Петра Порошенко»                                     | 41,03 | 32 805   |
| Житомирская       | 65       | Новоград-Волынский                       | Владимир Литвин           | самовыдвижение                                                    | 41,48 | 36 867   |
| Житомирская       | 66       | Малин                                    | Павел Дзюблик             | политическая партия «Народный фронт»                              | 19,12 | 17 714   |
| Житомирская       | 67       | Чуднов                                   | Виктор Развадовский       | самовыдвижение                                                    | 37,43 | 34 410   |
| Закарпатская      | 68       | Ужгород                                  | Роберт Горват             | партия «Блок Петра Порошенко»                                     | 21,58 | 19 469   |
| Закарпатская      | 69       | Мукачево                                 | Виктор Балога             | самовыдвижение                                                    | 61,91 | 39 364   |
| Закарпатская      | 70       | Свалява                                  | Михаил Ланё               | самовыдвижение                                                    | 38,75 | 34 528   |
| Закарпатская      | 71       | Хуст                                     | Павел Балога              | самовыдвижение                                                    | 44,62 | 24 560   |
| Закарпатская      | 72       | Тячев                                    | Василий Петёвка           | самовыдвижение                                                    | 68,04 | 36 711   |
| Закарпатская      | 73       | Виноградов                               | Иван Балога               | самовыдвижение                                                    | 44,86 | 22 777   |
| Запорожская       | 74       | Запорожье (Коммунарский район)           | Пётр Сабашук              | партия «Блок Петра Порошенко»                                     | 27,76 | 17 143   |
| Запорожская       | 75       | Запорожье (Ленинский район)              | Игорь Артюшенко           | партия «Блок Петра Порошенко»                                     | 29,91 | 23 080   |
| Запорожская       | 76       | Запорожье (Орджоникидзевский район)      | Николай Фролов            | партия «Блок Петра Порошенко»                                     | 21,75 | 17 148   |
| Запорожская       | 77       | Запорожье (Шевченковский район)          | Вячеслав Богуслаев        | самовыдвижение                                                    | 53,74 | 36 165   |
| Запорожская       | 78       | Бердянск                                 | Александр Пономарёв       | самовыдвижение                                                    | 48,51 | 35 332   |
| Запорожская       | 79       | Васильевка                               | Владимир Бандуров         | самовыдвижение                                                    | 21,81 | 17 197   |
| Запорожская       | 80       | Мелитополь                               | Евгений Балицкий          | самовыдвижение                                                    | 47,40 | 30 781   |
| Запорожская       | 81       | Токмак                                   | Сергей Валентиров         | самовыдвижение                                                    | 24,51 | 17 462   |
| Запорожская       | 82       | Пологи                                   | Вадим Кривохатько         | партия «Блок Петра Порошенко»                                     | 36,00 | 25 195   |
| Ивано-Франковская | 83       | Ивано-Франковск                          | Александр Шевченко        | партия «Блок Петра Порошенко»                                     | 40,69 | 39 645   |
| Ивано-Франковская | 84       | Тысменица                                | Михаил Довбенко           | партия «Блок Петра Порошенко»                                     | 18,26 | 19 750   |
| Ивано-Франковская | 85       | Калуш                                    | Игорь Насалик             | партия «Блок Петра Порошенко»                                     | 52,05 | 51 569   |
| Ивано-Франковская | 86       | Долина                                   | Анатолий Дырив            | политическая партия «Народный фронт»                              | 22,30 | 20 635   |
| Ивано-Франковская | 87       | Надворная                                | Юрий Деревянко            | политическая партия "Воля"                                        | 69,67 | 62 799   |
| Ивано-Франковская | 88       | Коломыя                                  | Юрий Тимошенко            | политическая партия «Народный фронт»                              | 29,32 | 27 882   |
| Ивано-Франковская | 89       | Снятын                                   | Юрий Соловей              | партия «Блок Петра Порошенко»                                     | 23,07 | 18 862   |
| Киевская          | 90       | Белая Церковь                            | Александр Марченко        | Свобода                                                           | 23,66 | 20 769   |
| Киевская          | 91       | Макаров                                  | Руслан Сольвар            | партия «Блок Петра Порошенко»                                     | 50,96 | 40 329   |
| Киевская          | 92       | Узин                                     | Виталий Гудзенко          | партия «Блок Петра Порошенко»                                     | 27,03 | 23 248   |
| Киевская          | 93       | Мироновка                                | Александр Онищенко        | самовыдвижение                                                    | 35,77 | 29 430   |
| Киевская          | 94       | Обухов                                   | Виктор Романюк            | политическая партия «Народный фронт»                              | 32,00 | 25 989   |
| Киевская          | 95       | Ирпень                                   | Михаил Гаврилюк           | политическая партия «Народный фронт»                              | 19,43 | 17 382   |
| Киевская          | 96       | Вышгород                                 | Ярослав Москаленко        | самовыдвижение                                                    | 26,28 | 26 804   |
| Киевская          | 97       | Бровары                                  | Павел Ризаненко           | партия «Блок Петра Порошенко»                                     | 34,11 | 32 040   |
| Киевская          | 98       | Яготин                                   | Сергей Мищенко            | самовыдвижение                                                    | 40,41 | 38 262   |
| Кировоградская    | 99       | Кировоград                               | Константин Ярынич         | партия «Блок Петра Порошенко»                                     | 37,99 | 32 231   |
| Кировоградская    | 100      | Бобринец                                 | Станислав Березкин        | самовыдвижение                                                    | 28,02 | 20 481   |
| Кировоградская    | 101      | Голованевск                              | Михаил Поплавский         | самовыдвижение                                                    | 31,44 | 26 503   |
| Кировоградская    | 102      | Знаменка                                 | Олесь Довгий              | самовыдвижение                                                    | 29,90 | 24 375   |
| Кировоградская    | 103      | Александрия                              | Анатолий Кузьменко        | партия «Блок Петра Порошенко»                                     | 35,52 | 25 188   |
| Луганская         | 106      | Северодонецк                             | Евгений Бакулин           | политическая партия «Оппозиционный блок»                          | 43,01 | 11 222   |
| Луганская         | 107      | Лисичанск                                | Сергей Дунаев             | самовыдвижение                                                    | 37,76 | 7 826    |
| Луганская         | 112      | Рубежное                                 | Юлий Иоффе                | самовыдвижение                                                    | 48,62 | 7 000    |
| Луганская         | 113      | Сватово                                  | Виталий Курило            | самовыдвижение                                                    | 21,40 | 11 206   |
| Луганская         | 114      | Беловодск                                | Юрий Гарбуз               | самовыдвижение                                                    | 25,56 | 6 580    |
| Львовская         | 115      | Львов (Сиховский район)                  | Дмитрий Добродомов        | самовыдвижение                                                    | 42,50 | 45 936   |
| Львовская         | 116      | Львов (Зализнычный район)                | Ирина Подоляк             | политическая партия «Объединение «Самопомощь»                     | 41,20 | 47 285   |
| Львовская         | 117      | Львов (Франковский район)                | Оксана Юринец             | партия «Блок Петра Порошенко»                                     | 42,55 | 44 547   |
| Львовская         | 118      | Львов (Лычаковский район)                | Богдан Дубневич           | партия «Блок Петра Порошенко»                                     | 43,32 | 50 820   |
| Львовская         | 119      | Броды                                    | Михаил Бондарь            | политическая партия «Народный фронт»                              | 26,36 | 28 115   |
| Львовская         | 120      | Городок                                  | Ярослав Дубневич          | партия «Блок Петра Порошенко»                                     | 60,01 | 67 797   |
| Львовская         | 121      | Дрогобыч                                 | Богдан Матковский         | самовыдвижение                                                    | 23,61 | 26 904   |
| Львовская         | 122      | Яворов                                   | Владимир Парасюк          | самовыдвижение                                                    | 56,56 | 69 281   |
| Львовская         | 123      | Перемышляны                              | Тарас Батенко             | партия «Блок Петра Порошенко»                                     | 50,89 | 53 671   |
| Львовская         | 124      | Сокаль                                   | Олег Мусий                | самовыдвижение                                                    | 29,86 | 30 004   |
| Львовская         | 125      | Старый Самбор                            | Андрей Лопушанский        | самовыдвижение                                                    | 32,12 | 36 144   |
| Львовская         | 126      | Стрый                                    | Андрей Кот                | партия «Блок Петра Порошенко»                                     | 30,64 | 32 960   |
| Николаевская      | 127      | Николаев (Заводской район)               | Борис Козырь              | партия «Блок Петра Порошенко»                                     | 33,17 | 18 821   |
| Николаевская      | 128      | Николаев (Ленинский район)               | Артем Ильюк               | самовыдвижение                                                    | 33,41 | 21 491   |
| Николаевская      | 129      | Николаев (Центральный район)             | Александр Жолобецький     | партия «Блок Петра Порошенко»                                     | 39,63 | 22 536   |
| Николаевская      | 130      | Баштанка                                 | Андрей Вадатурский        | партия «Блок Петра Порошенко»                                     | 43,75 | 26 539   |
| Николаевская      | 131      | Вознесенск                               | Александр Ливик           | партия «Блок Петра Порошенко»                                     | 20,37 | 13 058   |
| Николаевская      | 132      | Первомайск                               | Аркадий Корнацкий         | партия «Блок Петра Порошенко»                                     | 34,82 | 21 411   |
| Одесская          | 133      | Одесса (Киевский район)                  | Эдуард Матвийчук          | самовыдвижение                                                    | 24,20 | 15 905   |
| Одесская          | 134      | Одесса (Малиновский район)               | Геннадий Чекита           | партия «Блок Петра Порошенко»                                     | 38,34 | 22 138   |
| Одесская          | 135      | Одесса (Приморский район)                | Сергей Кивалов            | самовыдвижение                                                    | 28,80 | 17 561   |
| Одесская          | 136      | Одесса (Суворовский район)               | Дмитрий Голубов           | партия «Блок Петра Порошенко»                                     | 30,31 | 17 784   |
| Одесская          | 137      | Котовск                                  | Леонид Климов             | самовыдвижение                                                    | 30,88 | 17 935   |
| Одесская          | 138      | Ширяево                                  | Иван Фурсин               | самовыдвижение                                                    | 35,01 | 21 540   |
| Одесская          | 139      | Раздельная                               | Александр Пресман         | самовыдвижение                                                    | 42,54 | 25 467   |
| Одесская          | 140      | Беляевка                                 | Василий Гуляев            | самовыдвижение                                                    | 29,28 | 18 820   |
| Одесская          | 141      | Татарбунары                              | Виталий Барвиненко        | самовыдвижение                                                    | 26,66 | 17 396   |
| Одесская          | 142      | Арциз                                    | Антон Киссе               | самовыдвижение                                                    | 52,96 | 33 459   |
| Одесская          | 143      | Измаил                                   | Александр Урбанский       | партия Сергея Тигипко «Сильная Украина»                           | 30,64 | 17 081   |
| Полтавская        | 144      | Полтава (Октябрьский район)              | Сергей Каплин             | партия «Блок Петра Порошенко»                                     | 46,30 | 36 762   |
| Полтавская        | 145      | Полтава (Киевский район)                 | Юрий Бублик               | Свобода                                                           | 22,60 | 17 467   |
| Полтавская        | 146      | Кременчуг                                | Юрий Шаповалов            | самовыдвижение                                                    | 22,67 | 17 166   |
| Полтавская        | 147      | Миргород                                 | Олег Кулинич              | самовыдвижение                                                    | 21,19 | 15 995   |
| Полтавская        | 148      | Лубны                                    | Константин Ищейкин        | партия «Блок Петра Порошенко»                                     | 22,79 | 18 667   |
| Полтавская        | 149      | Карловка                                 | Андрей Река               | политическая партия «Народный фронт»                              | 25,21 | 18 482   |
| Полтавская        | 150      | Комсомольск                              | Константин Жеваго         | самовыдвижение                                                    | 43,81 | 33 482   |
| Полтавская        | 151      | Лохвица                                  | Тарас Кутовый             | партия «Блок Петра Порошенко»                                     | 62,86 | 48 532   |
| Ровенская         | 152      | Ровно (ул. Шевченко)                     | Олег Осуховский           | Свобода                                                           | 24,51 | 24 329   |
| Ровенская         | 153      | Ровно (ул. Соборная)                     | Юрий Вознюк               | политическая партия «Народный фронт»                              | 35,66 | 35 935   |
| Ровенская         | 154      | Дубно                                    | Александр Дехтярчук       | партия «Блок Петра Порошенко»                                     | 21,01 | 22 786   |
| Ровенская         | 155      | Дубровица                                | Василий Яницкий           | партия «Блок Петра Порошенко»                                     | 28,68 | 27 597   |
| Ровенская         | 156      | Сарны                                    | Сергей Евтушок            | политическая партия Всеукраинское объединение «Батькивщина»       | 27,63 | 24 950   |
| Сумская           | 157      | Сумы                                     | Олег Медуница             | политическая партия «Народный фронт»                              | 31,02 | 28 276   |
| Сумская           | 158      | Белополье                                | Александр Сугоняко        | партия «Блок Петра Порошенко»                                     | 28,08 | 24 746   |
| Сумская           | 159      | Глухов                                   | Андрей Деркач             | самовыдвижение                                                    | 61,84 | 47 503   |
| Сумская           | 160      | Шостка                                   | Игорь Молоток             | самовыдвижение                                                    | 46,15 | 29 957   |
| Сумская           | 161      | Ромны                                    | Николай Лаврик            | партия «Блок Петра Порошенко»                                     | 21,50 | 18 079   |
| Сумская           | 162      | Ахтырка                                  | Владислав Бухарев         | политическая партия Всеукраинское объединение «Батькивщина»       | 20,26 | 14 813   |
| Тернопольская     | 163      | Тернополь                                | Тарас Пастух              | самовыдвижение                                                    | 35,45 | 37 583   |
| Тернопольская     | 164      | Збараж                                   | Михаил Головко            | Свобода                                                           | 35,64 | 39 061   |
| Тернопольская     | 165      | Зборов                                   | Тарас Юрик                | партия «Блок Петра Порошенко»                                     | 45,09 | 55 298   |
| Тернопольская     | 166      | Теребовля                                | Николай Люшняк            | партия «Блок Петра Порошенко»                                     | 40,48 | 49 526   |
| Тернопольская     | 167      | Чортков                                  | Олег Барна                | партия «Блок Петра Порошенко»                                     | 28,53 | 28 403   |
| Харьковская       | 168      | Харьков (Дзержинский район)              | Валерий Писаренко         | самовыдвижение                                                    | 30,98 | 23 175   |
| Харьковская       | 169      | Харьков (Киевский район)                 | Александр Кирш            | политическая партия «Народный фронт»                              | 24,71 | 18 574   |
| Харьковская       | 170      | Харьков (Московский район)               | Дмитрий Святаш            | самовыдвижение                                                    | 34,01 | 23 289   |
| Харьковская       | 171      | Харьков (Фрунзенский район)              | Виталий Хомутынник        | самовыдвижение                                                    | 30,34 | 19 637   |
| Харьковская       | 172      | Харьков (Орджоникидзевский район)        | Владимир Мысик            | самовыдвижение                                                    | 54,34 | 36 095   |
| Харьковская       | 173      | Харьков (Коминтерновский район)          | Анатолий Денисенко        | самовыдвижение                                                    | 42,05 | 25 568   |
| Харьковская       | 174      | Харьков (Ленинский район)                | Александр Фельдман        | самовыдвижение                                                    | 64,94 | 47 728   |
| Харьковская       | 175      | Дергачи                                  | Владимир Кацуба           | самовыдвижение                                                    | 35,17 | 20 748   |
| Харьковская       | 176      | Чугуев                                   | Дмитрий Шенцев            | самовыдвижение                                                    | 54,80 | 34 324   |
| Харьковская       | 177      | Купянск                                  | Виктор Остапчук           | самовыдвижение                                                    | 47,70 | 30 889   |
| Харьковская       | 178      | Балаклея                                 | Дмитрий Добкин            | самовыдвижение                                                    | 33,05 | 20 082   |
| Харьковская       | 179      | Красноград                               | Анатолий Гиршфельд        | самовыдвижение                                                    | 24,23 | 15 876   |
| Харьковская       | 180      | Золочев                                  | Александр Биловол         | самовыдвижение                                                    | 53,03 | 31 908   |
| Харьковская       | 181      | Змиёв                                    | Евгений Мураев            | самовыдвижение                                                    | 48,95 | 29 714   |
| Херсонская        | 182      | Херсон (Суворовский район)               | Александр Спиваковский    | партия «Блок Петра Порошенко»                                     | 21,60 | 14 039   |
| Херсонская        | 183      | Херсон (Комсомольский район)             | Андрей Гордеев            | партия «Блок Петра Порошенко»                                     | 27,28 | 17 781   |
| Херсонская        | 184      | Новая Каховка                            | Иван Винник               | партия «Блок Петра Порошенко»                                     | 18,13 | 13 015   |
| Херсонская        | 185      | Каховка                                  | Сергей Хлань              | партия «Блок Петра Порошенко»                                     | 39,22 | 25 738   |
| Херсонская        | 186      | Цюрупинск                                | Фёдор Негой               | самовыдвижение                                                    | 27,52 | 17 480   |
| Хмельницкая       | 187      | Хмельницкий (ул. Гагарина)               | Сергей Мельник            | самовыдвижение                                                    | 33,75 | 28 056   |
| Хмельницкая       | 188      | Хмельницкий (ул. Свободы)                | Сергей Лабазюк            | самовыдвижение                                                    | 35,81 | 31 290   |
| Хмельницкая       | 189      | Красилов                                 | Андрей Шинькович          | самовыдвижение                                                    | 17,99 | 16 486   |
| Хмельницкая       | 190      | Шепетовка                                | Роман Мацола              | партия «Блок Петра Порошенко»                                     | 30,18 | 24 669   |
| Хмельницкая       | 191      | Староконстантинов                        | Виктор Бондарь            | самовыдвижение                                                    | 18,61 | 15 246   |
| Хмельницкая       | 192      | Дунаевцы                                 | Александр Герега          | самовыдвижение                                                    | 73,86 | 68 899   |
| Хмельницкая       | 193      | Каменец-Подольский                       | Владимир Мельниченко      | самовыдвижение                                                    | 33,70 | 28 099   |
| Черкасская        | 194      | Черкассы (Приднепровский район)          | Олег Петренко             | партия «Блок Петра Порошенко»                                     | 41,15 | 31 771   |
| Черкасская        | 195      | Черкассы (Сосновский район)              | Владимир Зубик            | самовыдвижение                                                    | 31,26 | 25 505   |
| Черкасская        | 196      | Корсунь-Шевченковский                    | Геннадий Бобов            | самовыдвижение                                                    | 30,04 | 24 590   |
| Черкасская        | 197      | Канев                                    | Владислав Голуб           | партия «Блок Петра Порошенко»                                     | 34,16 | 24 394   |
| Черкасская        | 198      | Смела                                    | Сергей Рудик              | самовыдвижение                                                    | 21,72 | 16 026   |
| Черкасская        | 199      | Жашков                                   | Вячеслав Ничипоренко      | самовыдвижение                                                    | 44,30 | 35 344   |
| Черкасская        | 200      | Умань                                    | Антон Яценко              | самовыдвижение                                                    | 57,41 | 49 687   |
| Черновицкая       | 201      | Черновцы                                 | Николай Федорук           | политическая партия «Народный фронт»                              | 34,86 | 29 525   |
| Черновицкая       | 202      | Сторожинец                               | Иван Рыбак                | партия «Блок Петра Порошенко»                                     | 21,28 | 17 794   |
| Черновицкая       | 203      | Новоселица                               | Григорий Тимиш            | партия «Блок Петра Порошенко»                                     | 28,74 | 20 753   |
| Черновицкая       | 204      | Хотин                                    | Максим Бурбак             | политическая партия «Народный фронт»                              | 24,22 | 20 472   |
| Черниговская      | 205      | Чернигов (Деснянский район)              | Валерий Кулич             | партия «Блок Петра Порошенко»                                     | 27,98 | 21 909   |
| Черниговская      | 206      | Чернигов (Новозаводской район)           | Владислав Атрошенко       | партия «Блок Петра Порошенко»                                     | 51,34 | 38 684   |
| Черниговская      | 207      | Корюковка                                | Анатолий Евлахов          | партия «Блок Петра Порошенко»                                     | 37,59 | 29 533   |
| Черниговская      | 208      | Бахмач                                   | Валерий Давыденко         | политическая партия «Всеукраинское аграрное объединение «Заступ»» | 38,86 | 33 073   |
| Черниговская      | 209      | Нежин                                    | Александр Кодола          | политическая партия «Народный фронт»                              | 26,88 | 19 036   |
| Черниговская      | 210      | Прилуки                                  | Олег Дмитренко            | партия «Блок Петра Порошенко»                                     | 27,58 | 21 934   |
| Киев              | 211      | Киев (Голосеевский район)                | Евгений Рыбчинский        | партия «Блок Петра Порошенко»                                     | 34,39 | 31 188   |
| Киев              | 212      | Киев (Дарницкий район)                   | Виталий Сташук            | политическая партия «Народный фронт»                              | 36,75 | 36 102   |
| Киев              | 213      | Киев (Деснянский район, 1)               | Борислав Берёза           | самовыдвижение                                                    | 29,44 | 26 909   |
| Киев              | 214      | Киев (Днепровский район, 1)              | Виктор Чумак              | партия «Блок Петра Порошенко»                                     | 52,31 | 45 029   |
| Киев              | 215      | Киев (Деснянский район, 2)               | Андрей Ильенко            | Свобода                                                           | 39,55 | 33 966   |
| Киев              | 216      | Киев (Днепровский район, 2)              | Александр Супруненко      | самовыдвижение                                                    | 24,46 | 19 897   |
| Киев              | 217      | Киев (Оболонский район)                  | Андрей Билецкий           | самовыдвижение                                                    | 33,75 | 31 445   |
| Киев              | 218      | Киев (Святошинский район, 1)             | Владимир Арьев            | партия «Блок Петра Порошенко»                                     | 63,46 | 51 213   |
| Киев              | 219      | Киев (Святошинский район, 2)             | Александр Третьяков       | партия «Блок Петра Порошенко»                                     | 44,91 | 39 986   |
| Киев              | 220      | Киев (Подольский район)                  | Вячеслав Константиновский | политическая партия «Народный фронт»                              | 32,98 | 25 740   |
| Киев              | 221      | Киев (Печерский район)                   | Леонид Емец               | политическая партия «Народный фронт»                              | 37,70 | 33 669   |
| Киев              | 222      | Киев (Соломенский район)                 | Дмитрий Андриевский       | партия «Блок Петра Порошенко»                                     | 57,29 | 48 011   |
| Киев              | 223      | Киев (Шевченковский район)               | Юрий Левченко             | Свобода                                                           | 37,24 | 33 342   |

## Карты
|                               |  |                                            |  |                                 |  |
| ↑ Народный фронт (22.14 %)    |  | ↑ Блок Петра Порошенко (21.82 %)           |  | ↑ Партия «Самопомощь» (10.97 %) |  |
|                               |  |                                            |  |                                 |  |
| ↑ Оппозиционный блок (9.43 %) |  | ↑ Радикальная партия (7.44 %)              |  | ↑ ВО «Батькивщина» (5.68 %)     |  |
|                               |  |                                            |  |                                 |  |
| ↑ ВО «Свобода» (4.71 %)       |  | ↑ Коммунистическая партия Украины (3.88 %) |  | ↑ Сильная Украина (3.11 %)      |  |